# Cyathea dregei
Cyathea dregei là một loài thực vật có mạch trong họ Cyatheaceae. Loài này được Kunze mô tả khoa học đầu tiên năm 1836.

## Hình ảnh

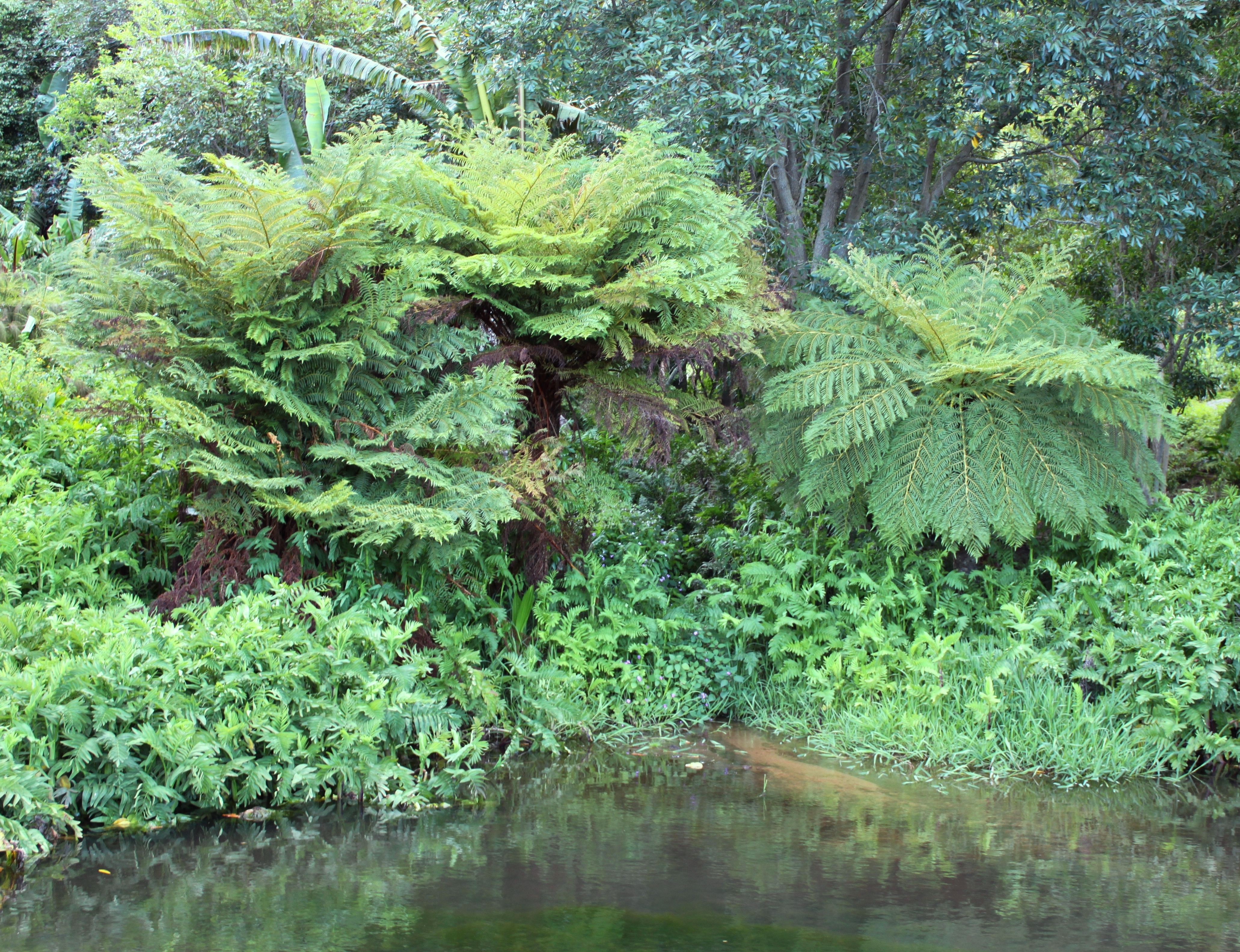
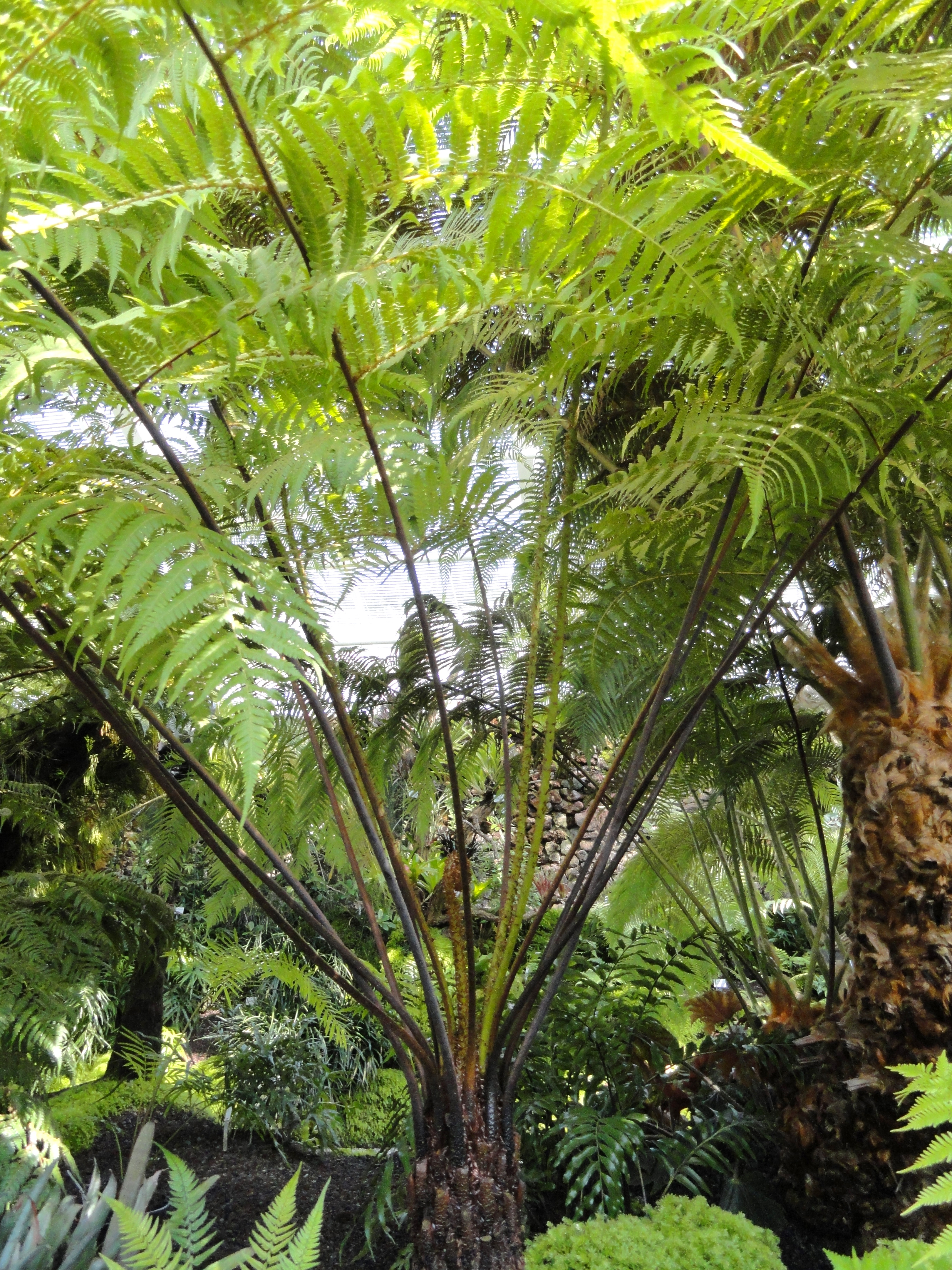
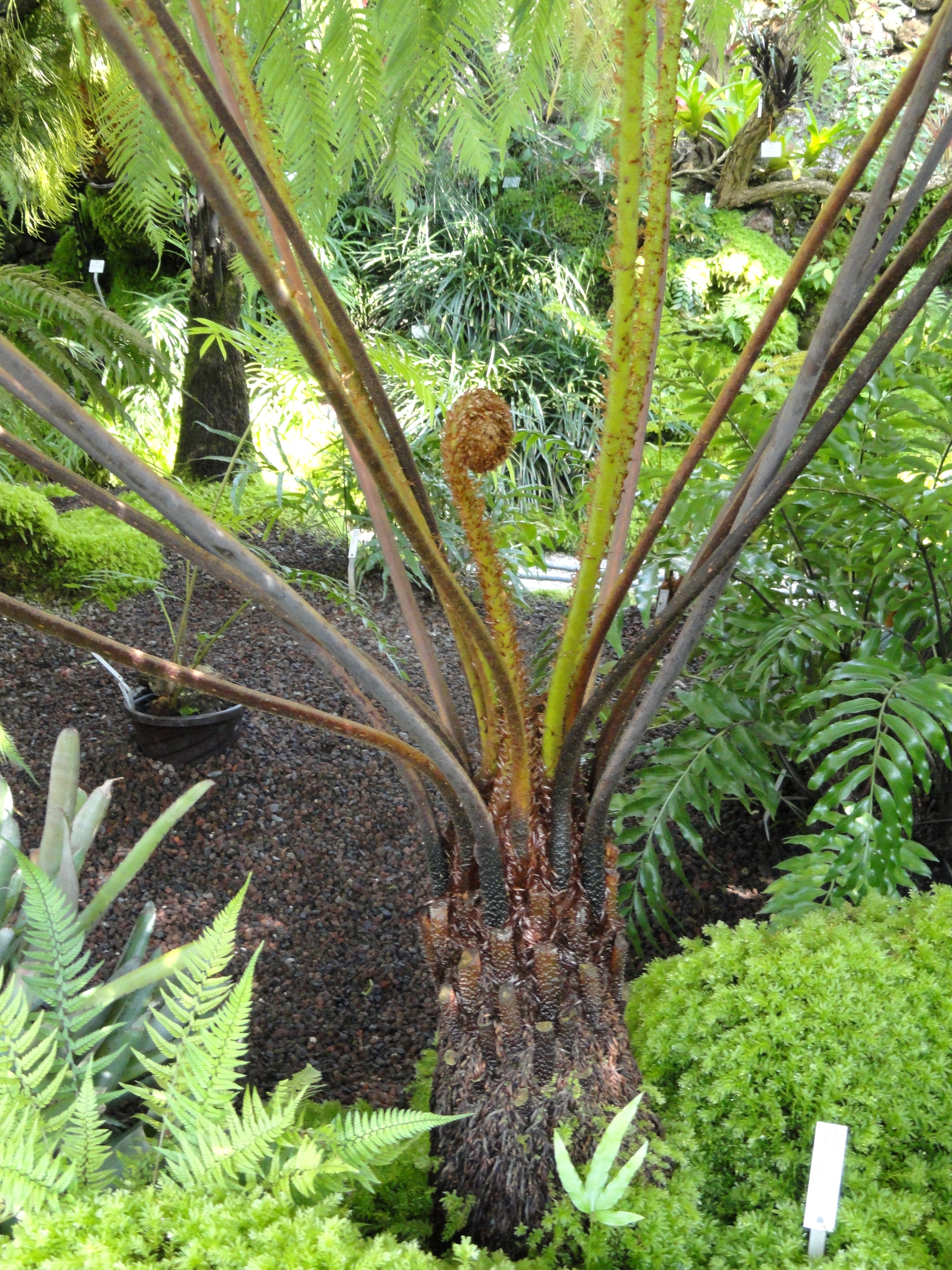
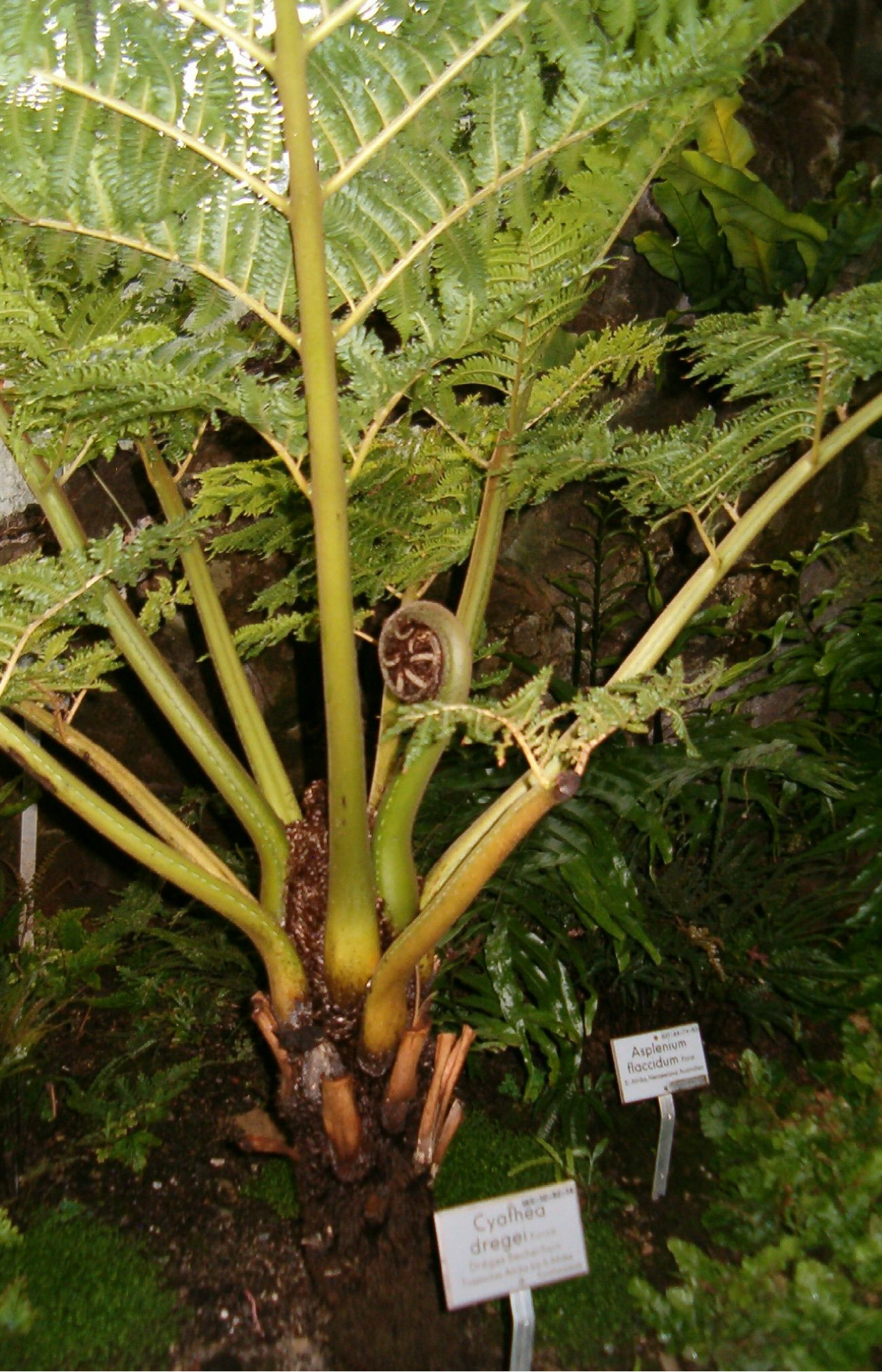